# Championnat de Pologne de football 1979-1980
Navigation
Édition précédente Édition suivante
La saison 1979-1980 du championnat de Pologne est la cinquante-deuxième saison de l'histoire de la compétition. Cette édition a été remportée par le Szombierki Bytom, devant le Widzew Łódź.

## Les clubs participants
| Club               | Ville     |
| ------------------ | --------- |
| Arka Gdynia        | Gdynia    |
| GKS Katowice       | Katowice  |
| Gornik Zabrze      | Zabrze    |
| Lech Poznań        | Poznań    |
| Legia Varsovie     | Varsovie  |
| LKS Łódź           | Lódź      |
| Odra Opole         | Opole     |
| Polonia Bytom      | Bytom     |
| Ruch Chorzów       | Chorzów   |
| Sląsk Wrocław      | Wrocław   |
| Stal Mielec        | Mielec    |
| Szombierki Bytom   | Bytom     |
| Widzew Łódź        | Lódź      |
| Wisła Cracovie     | Cracovie  |
| Zagłębie Sosnowiec | Sosnowiec |
| Zawisza Bydgoszcz  | Bydgoszcz |

## Compétition

### Classement
| Rang | Équipe                | Pts | J  | G  | N  | P  | Bp | Bc | Diff |
| ---- | --------------------- | --- | -- | -- | -- | -- | -- | -- | ---- |
| 1    | Szombierki Bytom      | 39  | 30 | 16 | 7  | 7  | 42 | 26 | +16  |
| 2    | Widzew Łódź           | 36  | 30 | 13 | 10 | 7  | 47 | 39 | +8   |
| 3    | Legia Varsovie (C)    | 36  | 30 | 14 | 8  | 8  | 38 | 31 | +7   |
| 4    | Śląsk Wrocław         | 36  | 30 | 15 | 6  | 9  | 40 | 34 | +6   |
| 5    | Wisła Cracovie        | 34  | 30 | 15 | 4  | 11 | 58 | 37 | +21  |
| 6    | Górnik Zabrze (P)     | 32  | 30 | 10 | 12 | 8  | 36 | 38 | -2   |
| 7    | ŁKS Łódź              | 32  | 30 | 11 | 10 | 9  | 38 | 40 | -2   |
| 8    | Arka Gdynia           | 31  | 30 | 13 | 5  | 12 | 35 | 32 | +3   |
| 9    | Odra Opole            | 31  | 30 | 10 | 11 | 9  | 21 | 26 | -5   |
| 10   | Lech Poznań           | 30  | 30 | 12 | 6  | 12 | 34 | 32 | +2   |
| 11   | Ruch Chorzów (T)      | 29  | 30 | 11 | 7  | 12 | 44 | 42 | +2   |
| 12   | Zagłębie Sosnowiec    | 27  | 30 | 10 | 7  | 13 | 36 | 33 | +3   |
| 13   | Stal Mielec           | 26  | 30 | 7  | 12 | 11 | 28 | 34 | -6   |
| 14   | Zawisza Bydgoszcz (P) | 24  | 30 | 8  | 8  | 14 | 35 | 52 | -17  |
| 15   | GKS Katowice          | 21  | 30 | 7  | 7  | 16 | 32 | 44 | -12  |
| 16   | Polonia Bytom         | 16  | 30 | 3  | 10 | 17 | 23 | 47 | -24  |

| Légende | Légende                                                                                      |
| ------- | -------------------------------------------------------------------------------------------- |
|         | Coupe des clubs champions européens 1980-1981 (1er tour)                                     |
|         | Coupe d'Europe des vainqueurs de coupe 1980-1981 (1er tour)                                  |
|         | Coupe UEFA 1980-1981 (1er tour)                                                              |
|         | Relégué en II Liga                                                                           |
|         | (T) : Tenant du titre 1978-1979 (C) : Vainqueur de la Coupe de Pologne 1979-1980 (P) : Promu |

## Bilan de la saison
| Tableau d'Honneur |                  |
| Compétition       | Vainqueur        |
| I Liga            | Szombierki Bytom |
| Coupe de Pologne  | Legia Varsovie   |

| Promotions et relégations |                            |
| Relégués en II Liga       | GKS Katowice Polonia Bytom |
| Promus de II Liga         | Bałtyk Gdynia Motor Lublin |

| Qualifications européennes 1980-1981   |                           |
| Coupe des clubs champions européens    | Qualifié                  |
| 1er tour                               | Szombierki Bytom          |
| Coupe d'Europe des vainqueurs de coupe | Qualifié                  |
| 1er tour                               | Legia Varsovie            |
| Coupe UEFA                             | Qualifiés                 |
| 1er tour                               | Widzew Łódź Śląsk Wrocław |

## Meilleurs buteurs
| # | Joueur                 | Équipe             | Buts |
| - | ---------------------- | ------------------ | ---- |
| 1 | Kazimierz Kmiecik      | Wisła Cracovie     | 24   |
| 2 | Tadeusz Pawłowski (pl) | Śląsk Wrocław      | 16   |
| 3 | Zbigniew Mikołajów     | Zagłębie Sosnowiec | 12   |
|   | Roman Ogaza            | Szombierki Bytom   | 12   |